# Onome Ebi
Onome Ebi là một hậu vệ bóng đá người Nigeria hiện đang chơi cho FC Minsk ở Premier League Belarus và đội tuyển quốc gia Nigeria.

## Sự nghiệp chơi cho câu lạc bộ
Cô chơi cho Bayelsa Queens FC trong giải vô địch nữ Nigeria trước khi chuyển đến Piteå IF và Djurgårdens IF ở Damallsvenskan của Thụy Điển. Ebi nói: "Tôi rất thích ở lại Thổ Nhĩ Kỳ vì thời tiết tốt. Đi Thụy Điển là một cách chơi bóng đá khác, vì thời tiết lạnh đã khiến tôi chơi bóng đá khó khăn. Bản chất nghiệp dư của giải đấu Thụy Điển khiến tôi trở lại Thổ Nhĩ Kỳ cho Ataşehir Belediyespor FC trong giải Hạng Nhất. "
Sau đó, cô chơi cho đội bóng Thổ Nhĩ Kỳ Düvenciler Lisesispor và Ataşehir Belediyespor tại giải hạng Nhất. Cô đã xuất hiện Champions League vào tháng 8 năm 2012 trong khi chơi cho Ataşehir Belediyespor.
Cô trở lại Thụy Điển vào năm 2013 để chơi cho Sunnanå SK trước khi đến Belarus để chơi cho FC Minsk tại giải Ngoại hạng Belarus. Trong khi đó, cô là một thành viên của đội đã giành được giải Ngoại hạng Belarus, Cúp nữ Belarus và Siêu cúp nữ của Belarus 2 lần.

## Sự nghiệp quốc tế
Cô là thành viên của đội tuyển quốc gia Nigeria, tham gia vào các mùa giải năm 2003, 2007, 2011 và 2015 của World Cup nữ FIFA và Thế vận hội Bắc Kinh 2008.
Cô cũng là thành viên của đội tuyển Nigeria trong các mùa giải 2008, 2010, 2012 và 2014 của Giải vô địch nữ châu Phi, đã giành giải hai lần (2010 và 2014).